# To the Edge of the Earth
To the Edge of the Earth és un EP de 30 Seconds to Mars, llençat al mercat el 25 de març de 2008.

## Crèdits
- Jared Leto - Veus, Guitarra
- Shannon Leto - Bateria
- Tomo Miličević - Guitarra
- Matt Wachter - Baix

## Llista de cançons
CD
1. A Beautiful Lie - 4:05
2. A Beautiful Lie (Single Shot Version) - 4:06
3. A Beautiful Lie (Live Acoustic Version) - 3:40

DVD
1. A Beautiful Lie (Extended Version) - 7:59
2. A Beautiful Lie (Short Edit) - 4:46